# باشگاه فوتبال پدیده ساری
باشگاه فرهنگی ورزشی پدیده‌های جوان ساری
که به اختصار پدیده ساری نامیده می‌شود، باشگاه فوتبالی واقع در شهر ساری، استان مازندران است که در رده‌های سنی نونهالان، نوجوانان، و جوانان تیم‌داری می‌کند؛ این باشگاه که در سال ۱۳۷۹ بنانهاده شده، در رده بزرگسالان تیم ندارد و بیشتر در رده های پایه فوتبال فعالیت دارد .
این تیم که سابقهٔ نائب قهرمانی در لیگ برتر نوجوانان کشور و ۴ بار حضور در جمع ۴ تیم برتر لیگ نونهالان کشور را در کارنامه دارد در سال ۱۴۰۲ در لیگ برتر فوتبال جوانان نیز شرکت کرد.
از جمله بازیکنانی که سابقه حضور در این آکادمی را داشته‌اند می‌توان به اللهیار صیادمنش، دانیال اسماعیلی‌فر، امید عالیشاه، ابوالفضل جلالی، محسن کریمی، سامان فلاح، پویا پورعلی، سیدجلال عبدی، فریبرز گرامی ، ایمان اکبری، سعید کریمی ، امیرمحمد محکم‌کار ،امیر حسین نیکپور، سبحان پسندیده ، امیرحسین اسماعیل زاده ، محمد جواد حسین نژادو شروین رضایی اشاره کرد.

## بازیکنان آکادمی

### تیم نوجوانان پدیده ساری در فصل (۱۳۹۵ - ۱۳۹۶ )

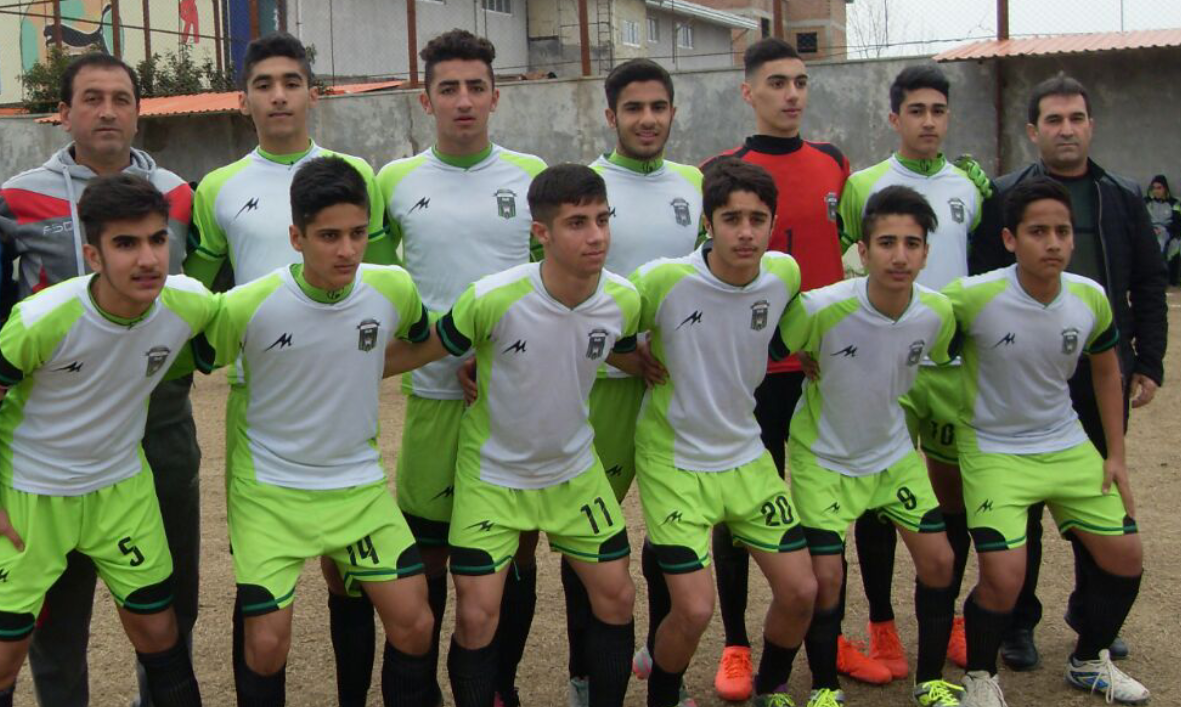
بازیکن هایی که در این ترکیب حضور دارند و شاید بشناسید : اللهیار صیادمنش ، سامان فلاح ، شروین رضایی، امیرحسین نیک پور و حسین رنجبر   سرمربی : عبدالحسین برزگر

### بازیکنان سرشناس
بازیکنان پرورش یافته که در آکادمی پدیده ساری حضور داشتن :
- امید عالیشاه
- دانیال اسماعیلی فر
- الهیار صیادمنش
- سامان فلاح
- سید ابوالفضل جلالی
- محسن کریمی
- پویا پورعلی
- فریبرز گرامی
- محمدجواد حسین نژاد
- امیرحسین نیک پور
- سعید کریمی
- سبحان پسندیده
- سید جلال عبدی
- ابوالفضل سلیمانی
- امیرمحمد محکمکار
- ایمان اکبری
- شروین رضایی
- امیرحسین اسماعیل زاده
- سینا قنبرپور
- پوریا غلامی
- پوریا بالی لاشک
- حسین رنجبر

## ورزشگاه
باشگاه فوتبال پدیده ساری دارای ورزشگاه اختصاصی است که نام کامل آن مجموعه فرهنگی ورزشی پدیده های جوان ساری میباشد ، این ورزشگاه در استان مازندران واقع در شهر ساری میباشد.

از امکانات این ورزشگاه میتوان به یک زمین فوتبال ، یک سالن ورزشی ، سالن بدنسازی ، خوابگاه ، سالن غذا خوری و رستوران اشاره کرد.

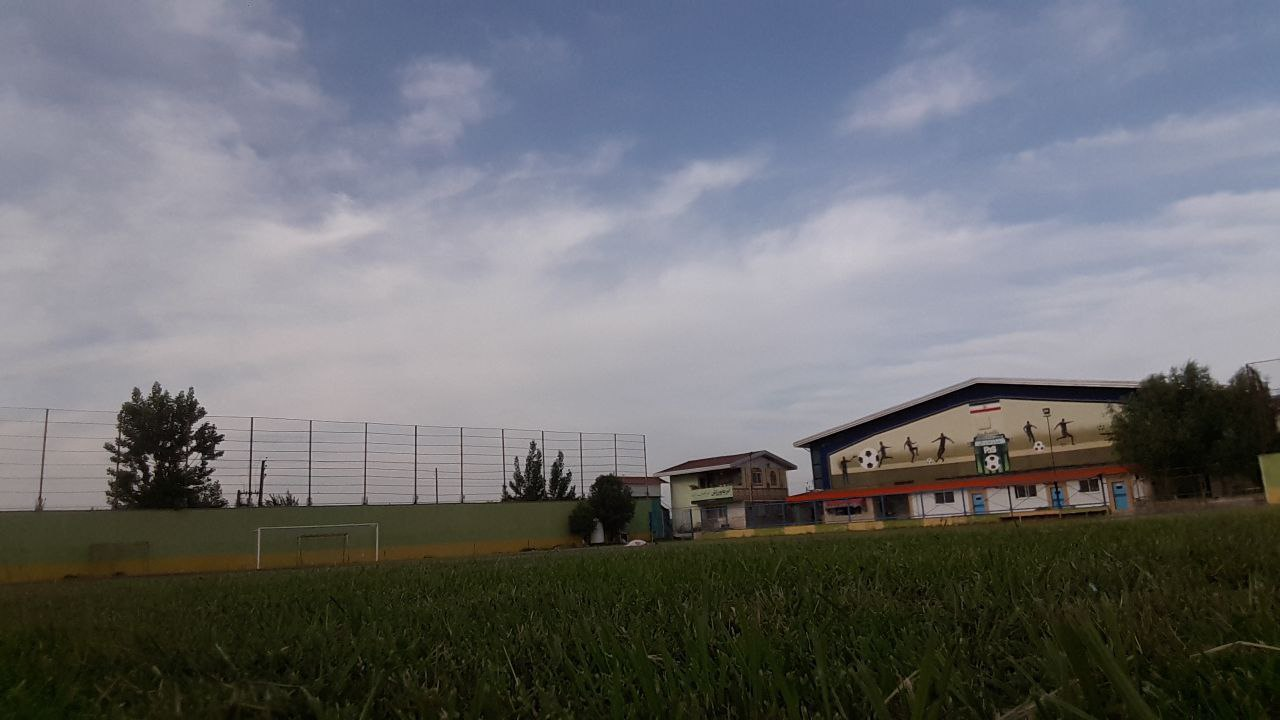
نمایی از ورزشگاه پدیده ساری